# Oxymerus chevrolatii
Oxymerus chevrolatii là một loài bọ cánh cứng trong họ Cerambycidae.